# Bulgan, Arkhangai
Bulgan (tiếng Mông Cổ: Булган) là một sum của tỉnh Arkhangai tại miền trung Mông Cổ. Trung tâm sum nằm cách thủ đô Ulaanbaatar 526 km và cách tỉnh lị Tsetserleg 36 km. Năm 2009, dân số của sum là 2.434 người.

## Địa lý
Sum Bulgan có diện tích khoảng 3.100 km², nằm ở độ cao 2.500 m trên mực nước biển. Lãnh thổ của sum bao gồm núi, đồi và rừng. Nó là một phần của dãy núi Khangai. Hơn một phần tư diện tích đất của đất nước được bao phủ bởi các khu rừng, bao gồm cây thông, cây tuyết tùng, cây vân sam, cây bạch dương, cây dương, cây liễu và cây du. Các loại trái cây và thảo dược như dâu tây, nam việt quất, quả mâm xôi, quả hạch, nấm, nho có rất nhiều tại đây.
Các loài động vật như hươu, linh dương, báo, đại bàng, kền kền, sóc, hươu xạ, cáo sống phổ biến ở vùng núi.

### Khí hậu
Mùa hè khô ráo, mát mẻ, mùa đông khắc nghiệt.
- Nhiệt độ trung bình tháng 1 là -25oС.
- Tháng 7 có nhiệt độ trung bình là 20oC.
- Tốc độ gió trung bình hàng năm là 4 – 6 m/s
- Tổng lượng mưa hàng năm là 300–400 mm.

## Hành chính
Sum Bulgan được chia thành 4 bag (xã):
- Tusgalt
- Zuunmod
- Tamir
- Bayanbulag